# Reserva marina Puerto Cabuyal - Punta San Clemente
La Reserva Marina Puerto Cabuyal - Punta San Clemente, es un área marina cubre un área de 130.427 hectáreas protegida que se sitúa desde Punta Ballena en el cantón Jama hasta Punta San Clemente en el cantón Sucre, provincia de Manabí, Ecuador. El área conforma varios ecosistemas, así como formaciones coralinas, playas de anidación de tortugas y bajos rocosos. El objetivo del área marina protegida constiste en la protección de especies marinas como tiburones martillo (Sphyrna lewini), la reserva se crea gracias al apoyo y trabajos de investigación por parte de fundación Ocean Blue Tree y MigraMar, además del interés de los pescadores artesanales de la zona. La creación va de la mano con el compromiso de varias organizaciones no gubernamentales, tales como MigraMar, Ocean Blue Tree, CI-Ecuador, Fundación Wyss, Andes Amazon Fund y Fundación Gordon y Betty Moore, los cuales son proveedores de recursos para la conservación de la reserva.